# Deresinek, Çay
Deresinek là một thị trấn thuộc huyện Çay, tỉnh Afyonkarahisar, Thổ Nhĩ Kỳ. Dân số thời điểm năm 2011 là 1.138 người.